# ニョークアン県
ニョークアン県（ニョークアンけん、ベトナム語：Huyện Nho Quan / 縣儒關?）は、ベトナム社会主義共和国ニンビン省の県。面積は460km²、人口は148,514人（2006年）である。

## 行政区画
1市鎮26社を管轄する。